# Buttisholz
Buttisholz é uma comuna da Suíça, no Cantão Lucerna. Em 2017 possuía 3.287 habitantes. Estende-se por uma área de 16,71 km², de densidade populacional de 196,7 hab/km². Confina com as seguintes comunas: Grosswangen, Menznau, Nottwil, Oberkirch, Ruswil. 
A língua oficial nesta comuna é o Alemão.